# Referèndum sobre la independència del Sudan del Sud

Sudan del Sud
Abyei
Muntanyes del Nuba i Nil Blau

El referèndum sobre la independència del Sudan del Sud es va celebrar al territori del Sudan del Sud (llavors part de l'estat sobirà del Sudan) amb l'objectiu de decidir si havia de romandre o no com a part del Sudan. Va tenir lloc del dia 9 al 15 de gener de 2011. Això forma part de l'acord de Naivasha del 2005 entre el govern central de Khartum i l'Exèrcit d'Alliberament del Poble Sudanès. Un referèndum simultani s'havia de dur a terme a Abyei, sobre la conveniència de formar part del Sudan del Sud, però va ser posposat.
El 30 de gener del 2011, les autoritats van publicar els resultats oficials: el 98,83% de ciutadans del Sudan del Sud van votar a favor de la separació del Sudan. La meitat de les regions del Sudan del Sud van arribar al 99,9% de vots a favor.
La creació del nou estat de Sudan del Sud va tenir lloc el 9 de juliol del 2011, sis anys després de l'acord de pau. Milers de sudanesos del sud van sortir als carrers per celebrar la independència.

## Antecedents
Els requisits previs per al referèndum inclogueren un cens que havia de definir com la riquesa i el poder polític es distribuirien entre les regions; el cens va establir les bases d'un procés de registre electoral, el qual va permetre les eleccions generals del Sudan el 2010, que al seu torn van preparar l'escenari per al referèndum. A començaments de 2008, el cens s'havia retardat tres vegades per diversos problemes entre els quals van destacar desacords entre el nord i el sud sobre el que estaven obligats en virtut de l'Acord de Naivasha, dificultats de finançament i un enorme desafiament logístic. Al sud, els camps de mines dels temps de la guerra civil dificultaven el moviment; gairebé cinc milions de sudanesos són nòmades. Més de dos milions són desplaçats interns des del sud i romanen en camps als voltants de Khartum, la capital del país, mentre que molts refugiats romanen a Uganda i Kenya. Es va produir a més, una complicació addicional coneguda com el conflicte del Darfur a l'oest, on civils que havien fugit dels atacs es van negar a participar en el cens per temor que el govern utilitzés les dades en contra d'ells. Els grups rebels de Darfur van ser unànimes en la seva denúncia cap al cens previst, mentre que el Moviment Justícia i Igualtat va amenaçar d'atacar qualsevol empadronador.
Existeixen desacords entre el Partit del Congrés Nacional del Sudan i l'Exèrcit d'Alliberament del Poble Sudanès sobre quina proporció dels votants hauran d'estar a favor de la independència (el PCN demana que almenys 75% de la població recolzi la secessió), si s'ha de permetre votar els sudanesos del sud que viuen al nord, i el procés de separació posterior al referèndum (incloent la divisió del deute nacional). Es van donar alguns progressos moderats a començaments de setembre de 2010, però es mantenen els desacords sobre els punts fonamentals.
Es preveu celebrar "consultes populars" al Kordofan del Sud i al Nil Blau, sense una clara referència als referèndums i la independència; existeixen preocupacions sobre el futur d'aquestes regions.
L'octubre de 2009, el govern central del Sudan i el govern del Sudan del Sud van acordar que la participació hauria de ser com a mínim del 60% per tal que el referèndum fos vàlid, i que si això succeeix, una simple majoria de vots a favor de la independència donarà lloc a la independència del Sudan del Sud.
La data proposada per al referèndum és el 9 de gener de 2011; en cas que la participació fos insuficient en el primer referèndum, un segon referèndum es durà a terme seixanta dies després.

## Controvèrsies

Bandera del govern del Sudan del Sud.

Les autoritats del nord i el sud del Sudan han estat acusades de persecució i intimidació contra els mitjans de comunicació a fi d'evitar la cobertura de dissidents. Grups defensors dels Drets Humans van advertir els mitjans de comunicació que podrien ser castigats amb més restriccions.
El ministre de Joventut i Esports, Suwar Majid Haj, del Partit del Congrés Nacional va suggerir que el govern "no podrà reconèixer els resultats" i hauria "de parlar amb (...) els Estats Units, l'ONU i la Unió Africana" i dir que l'Exèrcit d'Alliberament del Poble Sudanès no va complir amb l'Acord de Naivasha "en permetre campanyes obertes dels seus soldats en àrees del sud de Sudan (nord del Sudan del Sud)". També va dir que les potencials fronteres entre ells haurien de ser redibuixades.
Salva Kiir, president de la regió sud i primer vicepresident del Sudan, va dir que el moment del referèndum serà molt important, ja que hi hauria un "risc d'una tornada a la guerra en cas de retard o la negació d'aquest exercici, i seria a una escala massiva".
El president del Sudan, Omar al-Bashir, va acusar l'Exèrcit d'Alliberació de violar els termes de l'acord de pau, i va advertir la represa bèl·lica si els conflictes no es resolien abans del referèndum. Malgrat això, va dir estar compromès amb la celebració del referèndum, però va insistir a resoldre les diferències sobre les fronteres comunes, la forma de compartir el petroli, el deute nacional i l'aigua del riu Nil.
Sudan del Sud tem una tornada a la guerra civil si el referèndum fallés a causa de la creixent retòrica d'odi entre els habitants del nord i sud. Tanmateix, arran de desavinences entre les parts del Sud, els més de 20 partits polítics han deixat en un costat les seves diferències per donar una mostra d'unitat abans del referèndum. El Ministre de Relacions Exteriors de l'Aràbia Saudita Saud al-Faisal va dir que el referèndum podria "revifar la violència (...) en lloc de portar la pau" i que el vot ha de ser "just i lliure".
Els Estats Units van renovar les sancions al Sudan l'1 de novembre de 2010, a fi de pressionar el govern a realitzar el referèndum en el termini fixat. Els EUA van oferir al Sudan retirar-los de la llista d'estats patrocinadors del terrorisme si els dos referèndums se celebren a temps i els resultats són respectats.
També hi va haver una campanya mediàtica per crear consciència i augmentar la participació.
Arran de les preocupacions de les Nacions Unides sobre un possible retard, els representants d'ambdues regions va reafirmar el compromís de celebrar el referèndum a temps.
El PCN va acusar l'ELPS de descoratjar els meridionals que viuen al nord del país de registrar-se. A més, els meridionals al nord són refractaris a votar a causa de la por de ser expulsats de les seves llars. Els musulmans, a les províncies frontereres del sud, també van expressar el seu temor a la violència que podria desencadenar com a conseqüència del referèndum.

### Abyei
Les converses per resoldre la situació i els criteris d'elegibilitat dels votants del territori en disputa d'Abyei es van trencar l'octubre de 2010, encara que tant el PCN com l'ELPS van dir que les seves respectives delegacions "es reunirien de nou a Etiòpia a finals d'octubre per continuar les seves discussions". Les parts es van comprometre a continuar amb el seu objectiu comú d'evitar un retorn al conflicte.
Didiri Mohammad Ahmad, un oficial del PCN, va dir que "no serà possible" celebrar el referèndum sobre el futur d'Abyei a temps, i podria ser retardat per mesos o resoldre's sense sotmetre'l a votació. Va afegir que "arribem a l'acord que en les futures converses tractarem de buscar altres alternatives".
El ministre de defensa de Sudan, Abdel-rahim Mohamed Hussein, va suggerir que la votació haurà de posposar-se. "D'acord amb la realitat sobre el terreny (...) les qüestions frontereres i Abyei s'han de resoldre en el marc d'una nació, perquè fer-ho en el marc de dos països lliures obriria la porta a la ingerència estrangera. El referèndum no és l'objectiu principal, sinó una eina per consolidar i promoure la seguretat i l'estabilitat". L'ambaixador del Sudan davant de l'ONU, Daffa-Alla Elhag Ali Osman, va dir davant del Consell de Seguretat que "és evident que qualsevol intent de dur a terme el plebiscit abans d'assolir un acord entre les parts significaria la tornada a la guerra". Els Estats Units van dir estar treballant per evitar el "perill" que significaria el fet de no realitzar el referèndum.
El govern del Sudan va demanar a l'ONU realitzar la impressió de paperetes per al referèndum i la comissió electoral va advertir que qualsevol demora podria passar la data límit per celebrar les eleccions.

## Context polític i social
S'ha plantejat que un resultat positiu en el referèndum de Sudan del Sud establiria un precedent per a altres moviments secessionistes al continent africà com el de Somalilàndia, la República Àrab Sahrauí Democràtica, el Camerun del Sud i la República de Cabinda. Una anàlisi de la cadena Al Jazeera en anglès va dir que algunes de les raons per a la recerca de secessió són: la falta d'experiència de les elits polítiques postcolonials en el govern dels seus respectius països i la gestió dels recursos naturals; l'impacte de la Guerra Freda en la qual molts països africans van prendre partit, prestant una sobirania inefectiva; prejudicis tribals i serveis preferencials que dominen la política africana; i el fracàs dels governs per proporcionar les llibertats bàsiques com a plena garantia ciutadania per a tots.
Com dos importants membres de la Unió Africana, Nigèria i Sud-àfrica podrien ser reticents a recolzar un nou i independent Sudan del Sud a causa que el reconeixement del mateix podria "enviar un missatge molt clar als grups dels seus propis països que lluiten per l'autonomia".
Molts dels qui van fugir del sud durant la guerra civil han començat a tornar. Alguns polítics del sud intentaren que aquests participessin en el referèndum a favor de la independència del Sudan del Sud.
Egipte ha proposat que el nord i el sud formin una confederació; tanmateix, el president Omar al-Bashir va dir que això no està essent considerat perquè la qüestió del referèndum és sobre "la unitat o la separació. Els nostres germans al sud es neguen de moment a la proposta de la confederació. Si el resultat del referèndum és la separació, les dues parts negociarem sobre el futur de les relacions entre nosaltres".
El repartiment dels ingressos derivats del petroli és també un problema: s'estima que el 85 per cent del que produeix el país ve des del sud, mentre que el sud mai no va obtenir la seva "part justa" o beneficis com a resultat dels ingressos petroliers.
Espanya va declarar que reconeixeria el nou estat sobirà si el resultat del referèndum sortís positiu.

## Elecció

Formulari de votació del referèndum.

La inscripció per a la votació va començar el 15 de novembre amb el president del Sudan del Sud Salva Kiir com el primer inscrit en l'empadronament, i va culminar el 15 de desembre amb gairebé quatre milions de sud-sudanesos registrats (3.930.000 segons fonts oficials). El 12 de gener, després de 3 dies de votació, un representant del Moviment d'Alliberació del Poble del Sudan va anunciar que, d'acord amb les seves estimacions, el 60% de participació necessari havia estat assolit; la Comissió del Referèndum de Sudan del Sud, però, encara ha d'anunciar les dades oficials. Les Nacions Unides van anunciar que els resultats provisionals es preveien pel 2 de febrer del 2011, i els definitius dues setmanes després. La Unió Europea va donar credibilitat al procés electoral.
El dia abans del referèndum almenys sis persones van morir en un enfrontament entre les forces de seguretat del Sudan i milícies sudaneses pro-Khartum. A Abyei també va morir una persona en un enfrontament entre la tribu Misseriya i la policia.
| Sí o no                   | Vots      | Percentatge |
| ------------------------- | --------- | ----------- |
| No                        | 44.888    | 1,17%       |
| Sí                        | 3.792.518 | 98,83%      |
| Vots vàlids               | 3.837.406 | 99,6%       |
| Vots no vàlids o en blanc | 14.588    | 0,3%        |
| Vots totals               | 3.851.994 | 100,00%     |
| Participació              | 98,02%    | 98,02%      |
| Cens                      | 3.930.000 | 3.930.000   |
| Font: Pàgina oficial      |           |             |

## Conseqüències
Sudan, amb 2.505.813 km², era el desè país més gran del món, posició que deixà d'ocupar, ja que, en restar-li els 597.000 km² del Sudan del Sud, compta amb només 1.908.813 km², convertint-se en el 15è país més gran del món i atorgant-li automàticament a Algèria, la República Democràtica del Congo, Groenlàndia (territori autònom però no independent), l'Aràbia Saudita i Mèxic un lloc més en l'escala mundial de països segons la seva superfície.